# Muhammad Muhammad Marzuk
Muhammad Muhammad Marzuk (arab. محمد محمد مرزوق) – egipski zapaśnik walczący w stylu wolnym. Brązowy medalista igrzysk śródziemnomorskich w 1963 roku.